# Fenestrulina thyreophora
Fenestrulina thyreophora är en mossdjursart som först beskrevs av Busk 1857.  Fenestrulina thyreophora ingår i släktet Fenestrulina och familjen Microporellidae. Inga underarter finns listade i Catalogue of Life.